# Hongo entomopatógeno
El término hongo entomopatógeno está restringido técnicamente a aquellos hongos que producen una patogénesis letal o muy seria en insectos o arácnidos; descartando a todos aquellos hongos facultativos que pueden crecer sobre insectos, substratos similares (fragmentos de quitina) o aquellos que son ectocomensalistas como los Laboulbeniomycetes. La mayoría de hongos entomopatógenos están ubicados en el filo Ascomycota, familia Clavicipitaceae, orden Hypocreales. Allí está el género Cordyceps s.l. con más de 500 especies descritas, que han sido clasificados filogenéticamente en cuatro géneros: Cordyceps s.s., Metacordyceps, Elaphocordyceps y Ophiocordyceps.
Tanto los hongos entomopatógenos como los laboulbeniales requieren de un equipo enzimático que les permita penetrar la cutícula del insecto, pero en el caso de los primeros se requiere además de mecanismos que les permitan invadir el celoma.

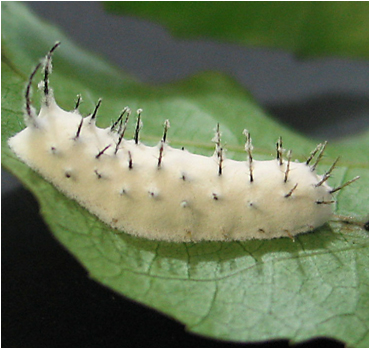
Beauveria bassiana sobre larva de Ithomiini (Lepidóptero)

## Mecanismo de infección
Así como los hongos patógenos de plantas y vertebrados, los hongos entomopatógenos ingresan al insecto hospedero a través de la cutícula externa, la cual está constituida básicamente por dos capas:
- la epicutícula, que es la más delgada y está compuesta por lípidos
- la procutícula, que está compuesta de quitina, un polisacárido inmerso en una matriz proteica.

Estas capas junto con la epitelio conforman el integumento.

## Fases de la micosis
Básicamente, la micosis se realiza a través de cuatro fases características:

### Adhesión de la espora a la cutícula del artrópodo
Consiste en el contacto entre la espora y la epicutícula del integumento a nivel molecular ya que la espora necesita reconocer sustancias específicas que exuda la epicutícula a través de los canales que posee. Se ha encontrado que la pared de las esporas de Lecanicillium lecanii o Hirsutella sp. está cubierta de una sustancia mucilaginosa que ayuda a la adherencia de la espora a la cutícula, esta sustancia parece estar compuesta de glicoproteínas que la protegen de la desecación y de los polifenoles tóxicos presentes en el hospedero. La adhesión de la espora a la cutícula es un fenómeno que requiere de condiciones climáticas muy particulares y de ellas depende que el reconocimiento sea específico para la interacción hongo entomopatógeno–insecto.

### Germinación de la espora
Una vez que la espora se ha adherido a la cutícula del insecto, comienza a penetrar a través de estructuras germinativas, entre las cuales se destacan los aprensorios cubiertos de una sustancia mucilaginosa que les permite crear una interfase tubo germinativo - epicutícula.
La germinación de la espora juega un papel determinante en la infección y patogenicidad del hongo, pero este fenómeno depende de las condiciones ambientales a las que estén expuestos; a veces se necesitan niveles de humedad relativa por encima del 90% para producir infección, o en algunos casos como en los anamorfos se requiere una película de agua para obtener los máximos niveles de infección. Otro factor fundamental es la temperatura la cual varia de acuerdo con el nicho de donde provenga el hongo, por ejemplo cepas de un mismo hongo recolectadas en zonas templadas requieren temperaturas por debajo de los 23 °C y cepas recolectadas en el trópico requieren temperaturas por encima de 25.ªC.

### Penetración vía tubo germinativo de la espora
No siempre el éxito de la germinación es sinónimo de infección, es necesario que el hongo esté adentro del insecto para que exprese su patogenicidad. Para que el tubo germinativo penetre la epicutícula externa y la procutícula interna se necesita de mecanismos enzimáticos y físicos, uno de ellos es la producción de una palanca por parte de las células aprensorias, la cual produce la inflexión de la cutícula para permitir luego la digestión de la misma por medio de enzimas como quitinasas, lipasas y proteasas. Esta digestión depende más del reconocimiento inicial entre la espora y la cutícula que de la concentración de enzimas presentes. El papel de las enzimas no sólo está limitado a provocar la lisis del integumento, sino también a liberar monómeros para que puedan ser metabolizados por el tubo germinativo y continuar con su crecimiento.

### Desarrollo del hongo dentro del cuerpo del artrópodo

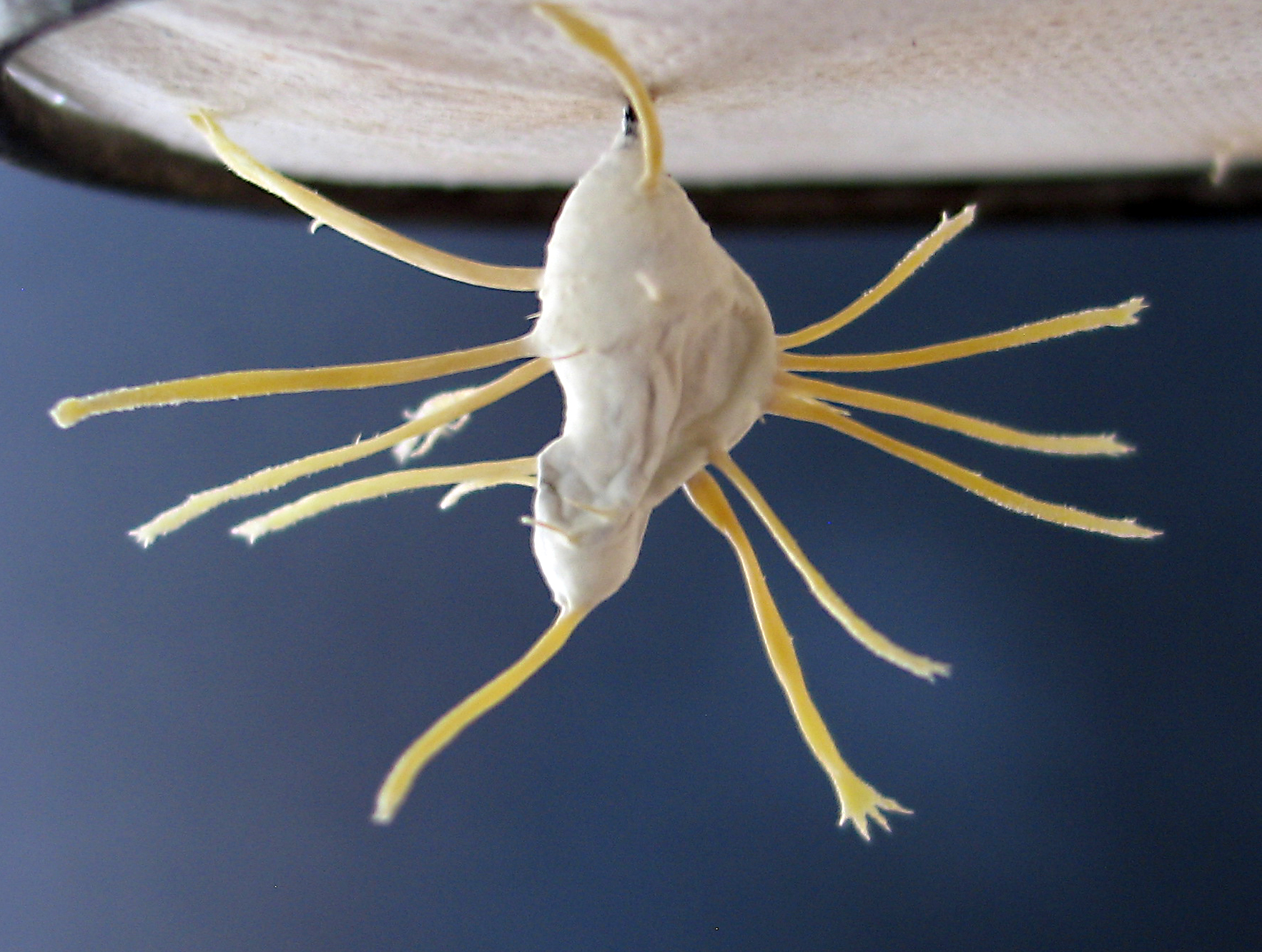
Sinemas of Isaria tenuipes brotando de la pupa de Hesperiidae (Lepidoptera)

Una vez traspasada la barrera más difícil se procede a la conquista de la cavidad corporal del insecto. Esta parte es llevada con más facilidad que las anteriores fases debido al primitivo sistema inmunológico de los artrópodos quienes no reconocen en todos los casos partículas extrañas dentro de su cuerpo. De otro lado, sus hematocitos no pueden fagocitar las células del hongo debido a su gran tamaño, por lo que su única defensa son las toxinas que puedan segregar una vez reconocido el intruso. El desarrollo del hongo dentro del insecto empieza por el tejido muscular y adiposo, donde las hifas se rompen en cuerpos cilíndricos que luego se transportan a la hemolinfa del insecto, donde se multiplica su tamaño, para luego difundirse por toda la cavidad corporal. De esta manera el hongo se dispersa rápidamente hasta acabar con la hemolinfa, produciendo la muerte inmediata del insecto.
Tan pronto muere el insecto, las hifas se desarrollan rápidamente a expensas del tejido del hospedero hasta invadir totalmente el celoma. Esta masa de hifas, el esclerocio, cumplirá el papel de estructura de resistencia de acuerdo con las condiciones ambientales, podrá durar meses si el ambiente esta seco, o producir una estructura fértil si hay suficiente humedad. El hongo puede formar simultáneamente un estroma con el cuerpo fructífero y desde allí expulsar ascosporas o producir un sinema para dispersar conidios que velozmente pueden distribuirse como parte de una estrategia de sobrevivencia a condiciones adversas.